# Rijenci
Rijenci falu Horvátországban Verőce-Drávamente megyében. Közigazgatásilag Atyinához tartozik.

## Fekvése
Verőcétől légvonalban 33, közúton 45 km-re délkeletre, községközpontjától légvonalban 10, közúton 15 km-re keletre, a Papuk-hegység területén, a Trska-patak mentén fekszik.

## Története
A település valószínűleg a 17. században keletkezett Boszniából érkezett pravoszláv vlachok betelepítésével. A lakosság a térség 1684-ben a töröktől történt visszafoglalása után is helyben maradt. Az első katonai felmérés térképén „Dorf Rienczi” néven találjuk. Lipszky János 1808-ban Budán kiadott repertóriumában „Rieczy” néven szerepel. Nagy Lajos 1829-ben kiadott művében „Rieczi” néven 24 házzal, 198 ortodox vallású lakossal szerepel.
1857-ben 263, 1910-ben 461 lakosa volt. 1910-ben a népszámlálás adatai szerint lakosságának 79%-a szerb, 11%-a horvát, 6%-a magyar anyanyelvű volt. Verőce vármegye Szalatnoki járásának része volt. Az első világháború után 1918-ban az új szerb-horvát-szlovén állam, majd később (1929-ben) Jugoszlávia része lett.
1991-ben lakosságának 93%-a szerb nemzetiségű volt. A pravoszláv hívek két parókia között oszlottak meg. A falu felső része a darnóci, az alsó rész a smudei parókiához tartozott. A harangtorony a darnóci részen állt. A délszláv háború idején a település 1991 októberének elején már szerb ellenőrzés alatt volt. A horvát hadsereg 136. slatinai dandárja az Orkan-91 hadművelet során 1991. december 15-én foglalta vissza. A szerb lakosság elmenekült. 2011-ben mindössze 5 lakosa volt.

## Lakossága
| Lakosság változása | Lakosság változása | Lakosság változása | Lakosság változása | Lakosság változása | Lakosság változása | Lakosság változása | Lakosság változása | Lakosság változása | Lakosság változása | Lakosság változása | Lakosság változása | Lakosság változása | Lakosság változása | Lakosság változása | Lakosság változása |
| ------------------ | ------------------ | ------------------ | ------------------ | ------------------ | ------------------ | ------------------ | ------------------ | ------------------ | ------------------ | ------------------ | ------------------ | ------------------ | ------------------ | ------------------ | ------------------ |
| 1857               | 1869               | 1880               | 1890               | 1900               | 1910               | 1921               | 1931               | 1948               | 1953               | 1961               | 1971               | 1981               | 1991               | 2001               | 2011               |
| 263                | 273                | 241                | 330                | 378                | 461                | 438                | 524                | 393                | 401                | 332                | 228                | 141                | 120                | 7                  | 5                  |

(1857-től településrészként, 1890-től önálló településként.)

## Nevezetességei
Urunk Mennybemenetele tiszteletére szentelt pravoszláv harangtornya 1930-ban épült. Ma elhagyatottan, nagyon rossz állapotban áll.